# Isotopes du scandium
Le scandium (Sc, numéro atomique 21) possède 25 isotopes de nombre de masse variant entre 36 et 60, et 10 isomères nucléaires connus. Parmi eux, seul 45Sc est stable et constitue l'intégralité du scandium présent dans la nature, faisant du scandium à la fois un élément monoisotopique et un élément mononucléidique. Sa masse atomique standard est de 44,955912(6) u.
Les plus stables des radioisotopes sont 46Sc avec une demi-vie de 83,8 jours, 47Sc avec une demi-vie de 3,35 jours, et 48Sc avec une demi-vie de 43,7 heures. Tous les autres isotopes ont des demi-vies inférieures à quatre heures, et la plupart inférieures à deux minutes, le moins stable étant 39Sc avec une demi-vie inférieure à 300 nanosecondes. Les demi-vies des isotopes de nombre de masse inférieure à 39 sont inconnues.
Les radioisotopes plus légers que 45Sc se désintègrent principalement par émission de positron (β+), à l'exception des trois plus légers qui se désintègrent eux par émission de proton, tous en isotopes du calcium. Les isotopes les plus lourds se désintègrent eux principalement par désintégration β− en isotopes du titane.
Parmi les 10 isomères nucléaires, le plus stable est 44mSc (t1/2 de 58,6 h).

## Table des isotopes
| Symbole de l'isotope | Z (p)                | N (n)                | Masse isotopique (u) | Demi-vie     | Mode(s) de désintégration, | Isotope(s) fils | Spin nucléaire |
| Symbole de l'isotope | Énergie d'excitation | Énergie d'excitation | Énergie d'excitation | Demi-vie     | Mode(s) de désintégration, | Isotope(s) fils | Spin nucléaire |
| -------------------- | -------------------- | -------------------- | -------------------- | ------------ | -------------------------- | --------------- | -------------- |
| 37Sc                 | 21                   | 16                   | 37,00305(32)#        |              | p                          | 36Ca            | 7/2-#          |
| 38Sc                 | 21                   | 17                   | 37,99470(32)#        | <300 ns      | p                          | 37Ca            | (2-)#          |
| 38mSc                |                      |                      |                      |              | p                          | 37Ca            |                |
| 39Sc                 | 21                   | 18                   | 38,984790(26)        | <300 ns      | p                          | 38Ca            | (7/2-)#        |
| 40Sc                 | 21                   | 19                   | 39,977967(3)         | 182,3(7) ms  | β+ (99,54%)                | 40Ca            | 4-             |
| 40Sc                 | 21                   | 19                   | 39,977967(3)         | 182,3(7) ms  | β+, p (0,44%)              | 39K             | 4-             |
| 40Sc                 | 21                   | 19                   | 39,977967(3)         | 182,3(7) ms  | β+, α (0,017%)             | 36Ar            | 4-             |
| 41Sc                 | 21                   | 20                   | 40,96925113(24)      | 596,3(17) ms | β+                         | 41Ca            | 7/2-           |
| 42Sc                 | 21                   | 21                   | 41,96551643(29)      | 681,3(7) ms  | β+                         | 42Ca            | 0+             |
| 42mSc                | 616,28(6) keV        | 616,28(6) keV        | 616,28(6) keV        | 61,7(4) s    | β+                         | 42Ca            | (7,5,6)+       |
| 43Sc                 | 21                   | 22                   | 42,9611507(20)       | 3,891(12) h  | β+                         | 43Ca            | 7/2-           |
| 43m1Sc               | 151,4(2) keV         | 151,4(2) keV         | 151,4(2) keV         | 438(7) µs    |                            |                 | 3/2+           |
| 43m2Sc               | 3123,2(3) keV        | 3123,2(3) keV        | 3123,2(3) keV        | 470(4) ns    |                            |                 | (19/2)-        |
| 44Sc                 | 21                   | 23                   | 43,9594028(19)       | 3,97(4) h    | β+                         | 44Ca            | 2+             |
| 44m1Sc               | 67,8680(14) keV      | 67,8680(14) keV      | 67,8680(14) keV      | 154,2(8) ns  |                            |                 | 1-             |
| 44m2Sc               | 270,95(20) keV       | 270,95(20) keV       | 270,95(20) keV       | 58,61(10) h  | TI (98,8%)                 | 44Sc            | 6+             |
| 44m2Sc               | 270,95(20) keV       | 270,95(20) keV       | 270,95(20) keV       | 58,61(10) h  | β+ (1,2%)                  | 44Ca            | 6+             |
| 44m3Sc               | 146,224(22) keV      | 146,224(22) keV      | 146,224(22) keV      | 50,4(7) µs   |                            |                 | 0-             |
| 45Sc                 | 21                   | 24                   | 44,9559119(9)        | Stable       | Stable                     | Stable          | 7/2-           |
| 45mSc                | 12,40(5) keV         | 12,40(5) keV         | 12,40(5) keV         | 318(7) ms    | TI                         | 45Sc            | 3/2+           |
| 46Sc                 | 21                   | 25                   | 45,9551719(9)        | 83,79(4) j   | β−                         | 46Ti            | 4+             |
| 46m1Sc               | 52,011(1) keV        | 52,011(1) keV        | 52,011(1) keV        | 9,4(8) µs    |                            |                 | 6+             |
| 46m2Sc               | 142,528(7) keV       | 142,528(7) keV       | 142,528(7) keV       | 18,75(4) s   | TI                         | 46Sc            | 1-             |
| 47Sc                 | 21                   | 26                   | 46,9524075(22)       | 3,3492(6) j  | β−                         | 47Ti            | 7/2-           |
| 47mSc                | 766,83(9) keV        | 766,83(9) keV        | 766,83(9) keV        | 272(8) ns    |                            |                 | (3/2)+         |
| 48Sc                 | 21                   | 27                   | 47,952231(6)         | 43,67(9) h   | β−                         | 48Ti            | 6+             |
| 49Sc                 | 21                   | 28                   | 48,950024(4)         | 57,2(2) min  | β−                         | 49Ti            | 7/2-           |
| 50Sc                 | 21                   | 29                   | 49,952188(17)        | 102,5(5) s   | β−                         | 50Ti            | 5+             |
| 50mSc                | 256,895(10) keV      | 256,895(10) keV      | 256,895(10) keV      | 350(40) ms   | TI (97,5%)                 | 50Sc            | 2+,3+          |
| 50mSc                | 256,895(10) keV      | 256,895(10) keV      | 256,895(10) keV      | 350(40) ms   | β− (2,5%)                  | 50Ti            | 2+,3+          |
| 51Sc                 | 21                   | 30                   | 50,953603(22)        | 12,4(1) s    | β−                         | 51Ti            | (7/2)-         |
| 52Sc                 | 21                   | 31                   | 51,95668(21)         | 8,2(2) s     | β−                         | 52Ti            | 3(+)           |
| 53Sc                 | 21                   | 32                   | 52,95961(32)#        | >3 s         | β− (>99,9%)                | 53Ti            | (7/2-)#        |
| 53Sc                 | 21                   | 32                   | 52,95961(32)#        | >3 s         | β−, n (<0,1%)              | 52Ti            | (7/2-)#        |
| 54Sc                 | 21                   | 33                   | 53,96326(40)         | 260(30) ms   | β− (>99,9%)                | 54Ti            | 3+#            |
| 54Sc                 | 21                   | 33                   | 53,96326(40)         | 260(30) ms   | β−, n (<0,1%)              | 53Ti            | 3+#            |
| 54mSc                | 110(3) keV           | 110(3) keV           | 110(3) keV           | 7(5) µs      |                            |                 | (5+)           |
| 55Sc                 | 21                   | 34                   | 54,96824(79)         | 0,115(15) s  | β− (>99,9%)                | 55Ti            | 7/2-#          |
| 55Sc                 | 21                   | 34                   | 54,96824(79)         | 0,115(15) s  | β−, n (<0,1%)              | 54Ti            | 7/2-#          |
| 56Sc                 | 21                   | 35                   | 55,97287(75)#        | 35(5) ms     | β−                         | 56Ti            | (1+)           |
| 57Sc                 | 21                   | 36                   | 56,97779(75)#        | 13(4) ms     | β−                         | 57Ti            | 7/2-#          |
| 58Sc                 | 21                   | 37                   | 57,98371(86)#        | 12(5) ms     | β−                         | 58Ti            | (3+)#          |
| 59Sc                 | 21                   | 38                   | 58,98922(97)#        | 10# ms       | β−, n                      | 58Ti            | 7/2-#          |
| 59Sc                 | 21                   | 38                   | 58,98922(97)#        | 10# ms       | β−                         | 59Ti            | 7/2-#          |
| 60Sc                 | 21                   | 39                   | 59,99571(97)#        | 3# ms        |                            |                 | 3+#            |

1. ↑  Abréviation :
TI : transition isomérique.
2. ↑  Isotopes stables en gras.

### Remarques
- Les valeurs marquées # ne sont pas purement dérivées des données expérimentales, mais aussi au moins en partie à partir des tendances systématiques. Les spins avec des arguments d'affectation faibles sont entre parenthèses.
- Les incertitudes sont données de façon concise entre parenthèses après la décimale correspondante. Les valeurs d'incertitude dénotent un écart-type, à l'exception de la composition isotopique et de la masse atomique standard de l'IUPAC qui utilisent des incertitudes élargies[2].
- Masses des isotopes données par la Commission sur les Symboles, les Unités, la Nomenclature, les Masses atomiques et les Constantes fondamentales (SUNAMCO) de l'IUPAP
- Abondances isotopiques données par la Commission des Abondances isotopiques et des Poids atomiques de l'IUPAC